# Lijst van volksdansen die in Vlaanderen gedanst worden
De volgende folkdansen/volksdansen worden vaak gedanst op folkaangelegenheden in Vlaanderen. Ze zijn daarom nog niet afkomstig van Vlaanderen.
Volksdans en folkdans zijn aanverwanten, maar niet geheel hetzelfde. Verschillende dansen worden in beide "milieus" gedanst, doch vaak met varianten of in een andere opstelling.

## Alfabetische rangschikking
- An dro
- Bourrée in 2 en in 3
- Gavotte
- Hanter dro
- Gigue (Jig)
- Kost ar c'hoat
- Laridé
- Mazurka
- Pas d'été
- Plinn
- Polka
- Polska
- Reel
- Ridée
- Ronde de Saint-Vincent
- Rondo
- Rondeau en couple
- Schottische
- Tarantella
- Tovercirkel
- Trawantel
- Tricot
- Wals in 3 (soms ook andere maten, zoals 5, 8, 11 ...)

## Rangschikking naar soort dans

### Setdansen

#### Kadrils
- Traditionele kadrils van Achtel, Diest, Putte, Westerlo, Kampenhout, Meer, Loenhout, Boortmeerbeek, Winksele, Millegem-Mol en vele andere plaatsen
- Mie Katoen
- Horlepiep
- Lancierskadrils in verschillende varianten
- Groot Vierkant / Grand Square (V.S.)

#### Andere setopstellingen
- De Kegelaar (drie trio's van telkens één man met twee vrouwen)
- Molenmazurka en Oogstkoekenkermis (dubbelkadril van acht koppels)

### Groepsdansen
- Doorschuifdans
  - Jig, of de A.A.P. (All American Promenade)
  - Tovercirkel (Circassian Circle)

- Slingerdans/ reidans
  - Andro
  - Gavotte
  - Hanter Dro
  - Kost'ar choat
  - Plinn
  - Reel
  - Rondeau
  - Trawantel
  - Tricot

- Cirkeldansen
  - Laridé (in 8 tijden)
  - Ridée (in 6 tijden)
  - Ronde de Saint-Vincent

### Koppeldans
- Bourrée in 2 en in 3
- Mazurka
- Polka
- Polska
- Rondeau en couple
- Scottish
- Tarantella
- Wals in 3 (soms ook andere maten, zoals 5, 8, 11, ...)

### Solodans
- Pas d'été